# Wassermethode
Die sogenannte Wassermethode wird genutzt, um den schnellen Verfall von Sternenkindern zu verhindern, damit Eltern und Betroffenen ein längerer Zeitraum für die Abschiednahme zur Verfügung steht.

## Geschichte
Die Methode wurde 2006 von den Niederländerinnen Ilona Tiemens-van Putten und Janet Molewijk-Herbrink erfunden beziehungsweise wiederentdeckt. Schon zuvor legten Hebammen Frühgeburten in Wasser, um zu sehen, ob sie vollständig geboren worden waren, dabei wurden die positiven Effekte beobachtet.
Die Wassermethode ist auch in den USA und Skandinavien bereits seit Jahren bekannt und wird dort erfolgreich praktiziert. Die Übernahme der Technik erfolgte im deutschsprachigen Raum relativ zeitnah, aber ist bis heute nicht flächendeckend bekannt.

## Ausgangslage
Die Körper von Fehlgeburten (unter 500 g) oder Totgeburten (ab 500 g) sind insbesondere in frühen Schwangerschaftswochen (SSW) oft dunkel verfärbt, haben anhaftende Verkrustungen und sind schwierig aufzubewahren, insbesondere wenn sich schon Mazerationen gebildet haben. Der Körper verliert die Form, weil die Körperflüssigkeiten nicht nachgebildet werden können und der Mensch langsam ‚austrocknet‘. Dies geschieht umso schneller je kleiner die SSW ist. Bei Föten schreitet der Prozess in Minutenschnelle voran.
Babys sind zudem noch teilweise mit Resten von Blut, Plazentagewebe, zuweilen auch Mekonium oder Käseschmiere bedeckt und sehen daher ‚versehrter‘ aus, als sie es tatsächlich sind.

## Methode

### Anwendung
Der Körper wird in eine ausreichend große Schüssel oder einen Behälter mit kaltem Leitungswasser gelegt. Dabei sollte genug Raum sein, dass das Kind frei im Wasser schweben kann.
Die beste Wirkung erzielt man, wenn man täglich, aber am ersten Tag nach Verfärbung der Flüssigkeit, das Wasser wechselt und es kühlt, z. B. durch Kühlelemente, eine Kühlplatte, Eiswürfel oder indem man den Behälter im Kühlschrank aufbewahrt. Man kann ersatzweise auch regelmäßig kühlschrankkaltes Wasser aus Flaschen hinzufügen. Eine Begrenzung der Wasserwechsel gibt es nicht.
Das Wasser darf beim Wechseln nicht auf das Kind laufen, da die sehr dünne und empfindliche Haut sonst möglicherweise beschädigt wird oder sich ablösen kann.
Diese Methode kann auch angewendet werden, wenn die Kinder terminnah oder schon ein paar Tage verstorben sind. In vielen Fällen verschwinden auch Todesflecken.

### Effekt
Im Wasser wird durch osmotische Effekte die Haut normalerweise heller, Verkrustungen lösen sich ab, und die Spannkraft der Haut nimmt wieder zu. Durch die Lagerung im Wasser bleiben bei größeren SSW die Hautfarbe des Kindes, die pinke Farbe der Lippen und der Nägel erhalten. Bei kleinen SSW werden dunkle Verfärbungen weniger.  Wird das Kind aus dem Wasser genommen, wird es nach einiger Zeit (je nach Alter des Sternenkindes) wieder dunkler.

### Dauer
Der Körper kann jederzeit aus dem Wasser genommen, um gehalten, gekuschelt oder fotografiert zu werden und kann auch wieder zurückgelegt werden.
Der Erfahrung nach kann ein Sternenkind sicher eine Woche so aufbewahrt werden.
Wie lange das Sternenkind so aufbewahrt werden darf ist nicht eindeutig geregelt. Es gibt zwei rechtliche Grenzlinien in Deutschland: das Gewicht von 500 g oder die 12. Lebenswoche. Dies definiert aber nicht zwingend die Bestattungspflicht oder die Bestattungsfähigkeit, da dies in den Bundesländern sehr unterschiedlich geregelt ist.